# Mund-Antrum-Verbindung

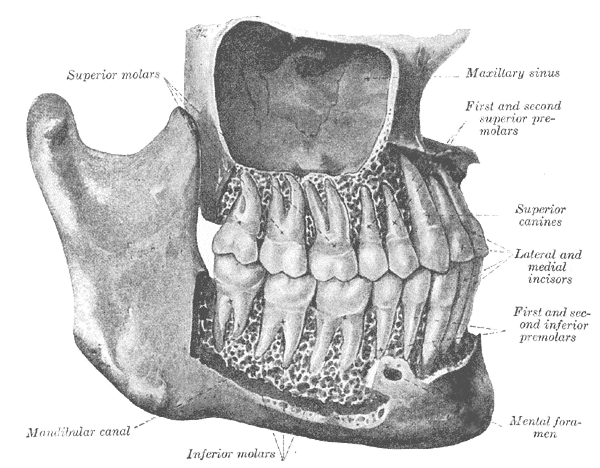
Wie im Bild zu sehen grenzen die Wurzelspitzen der oberen Molaren anatomisch sehr nah an die Kieferhöhle

Unter einer Mund-Antrum-Verbindung (MAV) (lat. antrum Höhle; Syn.: Antrumperforation, auch Eröffnung der Kieferhöhle) versteht man eine (physiologisch nicht vorhandene) iatrogen entstandene Verbindung zwischen der Mundhöhle (lat. Cavum oris) und der Kieferhöhle (lat. Sinus maxillaris) beispielsweise im Rahmen eines zahnmedizinischen Eingriffes.

## Ursachen
Eine iatrogene Eröffnung der Kieferhöhle kann unbeabsichtigt entstehen, wenn die im Bereich der Zahnfächer (lat. Alveole) relativ dünne Knochenschicht zwischen den Wurzelspitzen der Molaren (hinteren Backenzähne) und der Kieferhöhle  durchbrochen wird, was bei der Entfernung eines Zahnes (Extraktion), bei einer Wurzelspitzenresektion, beim Setzen eines Zahnimplantates oder bei anderen kieferchirurgischen und zahnärztlichen Eingriffen, beispielsweise der Entfernung einer odontogenen Zyste geschehen kann.
Eine solche Eröffnung ist auch bei vorherigem Erkennen der Gefahr einer MAV mittels Röntgenbild nicht auszuschließen. Sie ist nicht als Behandlungsfehler einzustufen. Am häufigsten betroffen sind die Molaren, insbesondere die Zähne 16, 17, 26 und 27, deren Wurzelspitzen häufig bis in die unmittelbare Nähe der Kieferhöhle oder sogar in diese hinein reichen sowie verlagerte Weisheitszähne.

## Diagnose
Nach jeder Extraktion eines Zahnes, aber auch anderen Eingriffen, bei denen die Möglichkeit der Eröffnung der Kieferhöhle besteht, ist eine solche unmittelbar nach dem Eingriff auszuschließen. Dies geschieht mittels Abtasten der Alveole mit einer Knopfsonde oder durch den Nasenblasversuch.

## Folgen
Durch die MAV können Krankheitserreger aus der Mundhöhle oder aus der möglicherweise entzündeten Zahnwurzel in die meist physiologisch sterile Kieferhöhle eindringen und dort eine Sinusitis maxillaris (Kieferhöhlenentzündung) oder Folgeerkrankungen in weiteren Nasennebenhöhlen verursachen. Eine bestehende Entzündung im Wurzelbereich des verursachenden Zahnes (Apikale Parodontitis) vergrößert das Risiko einer solchen Komplikation. Die orale Bakterienflora ist anders zusammengesetzt, als bei rhinogenen Sinusitiden. Auch können Bruchstücke des Zahnes in die Kieferhöhle eindringen und hier ebenfalls Entzündungen und andere Komplikationen verursachen.

## Therapie
Wird eine Antrumperforation diagnostiziert, ist die Eröffnung möglichst umgehend zu verschließen. Bereits nach 24 Stunden ist ein nicht unbeträchtlicher Anteil, nach 3 Tagen bereits 50 % und nach acht Tagen bereits 80 % der eröffneten Kieferhöhlen infiziert. Bei umgehendem Verschluss heilt die Wunde in der Schneiderschen Membran (Schleimhaut der Kieferhöhle), die sehr regenerationsfähig ist, ebenso problemlos aus wie der Knochendefekt im Kieferknochen. Dieser kann durch Bildung von Knochensubstanz langsam wieder zuwachsen.
Die Perforation wird durch eine plastische Deckung der Wunde verschlossen. Mittels einer Lappenplastik aus einem geschaffenen Mukoperiostlappen und durch eine spezielle Nahttechnik wird die Wunde dicht verschlossen. Der Patient sollte während der ersten acht Tage nach dem plastischen Verschluss ein Schnäuzen mit hohem Druck dringend vermeiden, um zu verhindern, dass die Wunde wieder aufreißt und  möglicherweise Nasensekret in die Kieferhöhle eindringt. Niesen sollte mit offenem Mund erfolgen.
Falls die Perforation nicht erkannt wurde und/oder eine Entzündung der Kieferhöhle bereits eingetreten ist, darf die Perforation nicht verschlossen werden, bis die Entzündung abgeheilt ist, damit gegebenenfalls entstandener Eiter abfließen kann, was durch eine Spülung unterstützt werden kann.

## Therapeutische Eröffnung der Kieferhöhle
Eine iatrogene Eröffnung der Kieferhöhle wird absichtlich vorgenommen, um eine Erkrankung in der Kieferhöhle (beispielsweise eine chronisch-eitrige Entzündung, einen Tumor, eine Zyste, ein Granulom oder Polypen) zu behandeln. In einem solchen Fall wird im Bereich der Fossa canina nach Durchtrennung der Mundschleimhaut ein kleines Knochenfenster geschaffen, durch welches eine Punktion vorgenommen werden kann, um einen Spülschlauch und/oder ein Endoskop in die Kieferhöhle einzuführen. Ferner kann durch ein solches Fenster ein Sinuslift durchgeführt werden, ein  Aufbau des Kieferknochens, um genügend Knochen für die Verankerung eines Zahnimplantats zu schaffen.